# Psorospermum amplifolium
Psorospermum amplifolium är en johannesörtsväxtart som beskrevs av Louis René Tulasne och Joseph Marie Henry Alfred Perrier de la Bâthie. Psorospermum amplifolium ingår i släktet Psorospermum och familjen johannesörtsväxter. Utöver nominatformen finns också underarten P. a. immaculatum.